# Santo Tomás (Panama)
Pour les articles homonymes, voir Santo Tomás.
Santo Tomás est un corregimiento situé dans le district d'Alanje, province de Chiriquí, au Panama. En 2010, la localité comptait 1 259 habitants.